# Pomnik Obrońców Białegostoku 1939 r.
Pomnik Obrońców Białegostoku 1939 r. – wykonany w roku 1973 jako pomnik przyrody usytuowany przy al. Jana Pawła II, upamiętniający fakt obrony Białegostoku we wrześniu 1939 roku.

## Historia pomnika
Pomnik powstał z inicjatywy Antoniego Maleckiego obrońcy Białegostoku z 1939 roku na niewielkim wzniesieniu na Wysokim Stoczku. Miejsce upamiętnia stanowisko bohaterskiej obrony miasta pod rozkazami ppłk Zygmunta Szafranowskiego przez żołnierzy 42 Pułku Piechoty, którzy odparli cztery ataki Niemców. Pomnik zrealizowano poprzez użycie drzew rosnących przy trasie do Warszawy, „świadków” wydarzeń wojennych z 1939 r. w postaci okorowanych pni topoli i wierzb, które odpowiednio posadowiono i zakomponowano co stworzyły niepowtarzalną scenografię dramatycznych wydarzeń z tamtych lat. Pomnik ulegał zniszczeniu na skutek naturalnej erozji oraz systematycznej dewastacji.

## Rekonstrukcja (1988-1989)
Nowe elementy kompozycji w postaci 11 drzew wykonano z blachy miedzianej, zachowując ich poprzednią wielkość oraz skalę. Dojścia (alejki) oraz nawierzchnię placu wyłożono kostką granitową. Uzupełniono informacje poświęcone jednostkom wojskowym biorącym udział w walkach we wrześniu 1939 r. poprzez wykonanie tablic i napisów w brązie. Odsłonięcie pomnika odbyło się w 50-tą rocznicę wybuchu II wojny światowej, tj. 1 września 1989 r.

## Rewaloryzacja (2008)
Kompozycja z lat 1988–1989 w tej wersji przetrwała niespełna dekadę, ponieważ elementy miedziane (tablice i detale rzeźbiarskie) stały się łupem rabusiów – złomiarzy. Z 11 drzew stanowiących kompozycję pomnikową, pozostało osiem betonowych kikutów odartych z powłoki miedzianej. Zaledwie na trzech drzewach zachowały się miedziane korony. Zachowała się jedynie ściana z kostki granitowej po prawej stronie przy wejściu na teren pomnika, na której umieszczony jest napis „OBROŃCOM MIASTA, WRZESIEŃ 1939, SPOŁECZEŃSTWO”.

W roku 2008 przystąpiono do przeprowadzenia rewaloryzacji całego kompleksu pomnikowego. Głównym elementem całości kompozycji przestrzennej stał się nowy akcent rzeźbiarski zainspirowany ostrzeliwaniem przedpola z okopów oraz korony drzew wykonane w formie ekspresyjnej. Plac pomnikowy i główny ciąg komunikacyjny został pokryty szarą kostką granitową, a ławki zostały wykonane z kamienia naturalnego – tzw. bloki strzegomskie. Odrestaurowano starą studnię oraz maszt. Wykonano symbole jednostek biorących udział w walkach w postaci płaskorzeźb na przedniej ścianie elewacji. Obiekt został oświetlony, objęty monitoringiem, a akcenty przestrzenne zostały iluminacyjnie wyeksponowane.
Odsłonięcie kompleksu pomnikowego odbyło się w dniu 13 września 2009 roku.